# ألفرد أفريريل
ألفرد أفريريل (بالإنجليزية: Alfred Averill)‏ هو قسيس ورئيس أساقفة نيوزيلندي، ولد في 7 أكتوبر 1865 في ستافوردشاير في المملكة المتحدة، وتوفي في 6 يوليو 1957 في كرايستشرش في نيوزيلندا.